# Comunidad de villa y tierra de Pedraza
La Comunidad de villa y tierra de Pedraza es una institución política castellana, un ente jurídico autónomo que nació libremente como un sistema de autogobierno que distribuía justicia y autoridad entre sus vecinos y ordenaba en comunidad el aprovechamiento de las aguas, de las tierras y de los pinares. Se formó con la suma de antiguas costumbres más las necesidades propias de la época. A pesar de todos los cambios de límites provinciales en 1833, siendo una de las Comunidades Segovianas todos los municipios integrados siguen perteneciendo a la provincia de Segovia.

Extensión de la Comunidad de Villa y Tierra de Pedraza en la provincia de Segovia

## Historia

Comunidades de villa y tierra de la Extremadura castellana.

Se trata de 18 pequeños municipios que durante siglos mantuvieron una interrelación administrativa y social muy intensa; tenían encomendada la salvaguarda del patrimonio común: edificios públicos, pastos, pinares, ríos y medio ambiente en general, un patrimonio que, subsistiendo a las desamortizaciones gubernamentales, se vio reducido al Pinar de Navafría, al edificio de la Cárcel de la Villa y poco más; suficiente para que en 1910 el Ministerio de la Gobernación aprobara un reglamento que garantizaba su continuidad haciendo llegar a nuestros días el espíritu de milenarias costumbres que preocupadas por la protección de los espacios comunes hicieron posible la hermosa realidad de la Tierra de Pedraza.
A pesar de ese ancestral y común destino los 18 municipios tienen singularidades que les caracterizan: su localización física en la variada geografía del territorio (ocupando un valle, una ladera, una meseta, al lado del río o en un páramo) sus vivencias, sus celebraciones religiosas y festivas, sus costumbres...
En la comunidad existen vestigios de Castros, restos de calzadas y de villas romanas, cañadas reales, iglesias románicas, infinidad de gratos rincones de arquitectura popular que hablan de leyendas, de gestas guerreras, de historias de Condestables, de nobles y villanos, de amores con serranas... Trajano, mío Cid, el arcipreste de Hita...y otros personajes de siglos más próximos, cobran vida a lo largo de una geografía rica en contrastes que se renueva cada primavera, cada otoño, cada verano, cada invierno, ...cada día de cada mes.

## Símbolos
El escudo heráldico y la bandera que representan a la mancomunidad fue aprobado oficialmente el 7 de marzo de 1995 con el siguiente blasón:

«Escudo de oro con una torre de gules, almenada, mazonada de sable y aclarada de azur, soportada por dos leones de sable, timbrado de la Corona Real Española.»
Boletín Oficial de Castilla y León nº 55/1995 de 21 de marzo de 1995

La descripción textual de la Bandera de la Comunidad de Villa y Tierra de Pedraza es la siguiente:

« Bandera cuadrada de proporción 1:1, de color amarillo, con una torre roja al centro, aclarada de azur, soportada por dos leones negros.»
Boletín Oficial de Castilla y León nº 55/1995 de 21 de marzo de 1995

## Municipios
Municipios que pertenecen a la comarca en la actualidad:
- Aldealengua de Pedraza (Segovia)
- Arahuetes (Segovia)
- Arcones (Segovia)
- Arevalillo de Cega (Segovia)
- Collado Hermoso (Segovia)
- Cubillo (Segovia)
- Gallegos (Segovia)
- Matabuena (Segovia)
- La Matilla (Segovia)
- Navafría (Segovia)
- Orejana (Segovia)
- Pedraza (Segovia)
- Puebla de Pedraza (Segovia)
- Rebollo (Segovia)
- Santiuste de Pedraza (Segovia)
- Torre Val de San Pedro (Segovia)
- Valdevacas y Guijar (Segovia)
- Valleruela de Pedraza (Segovia)